# Rathaus Hemer

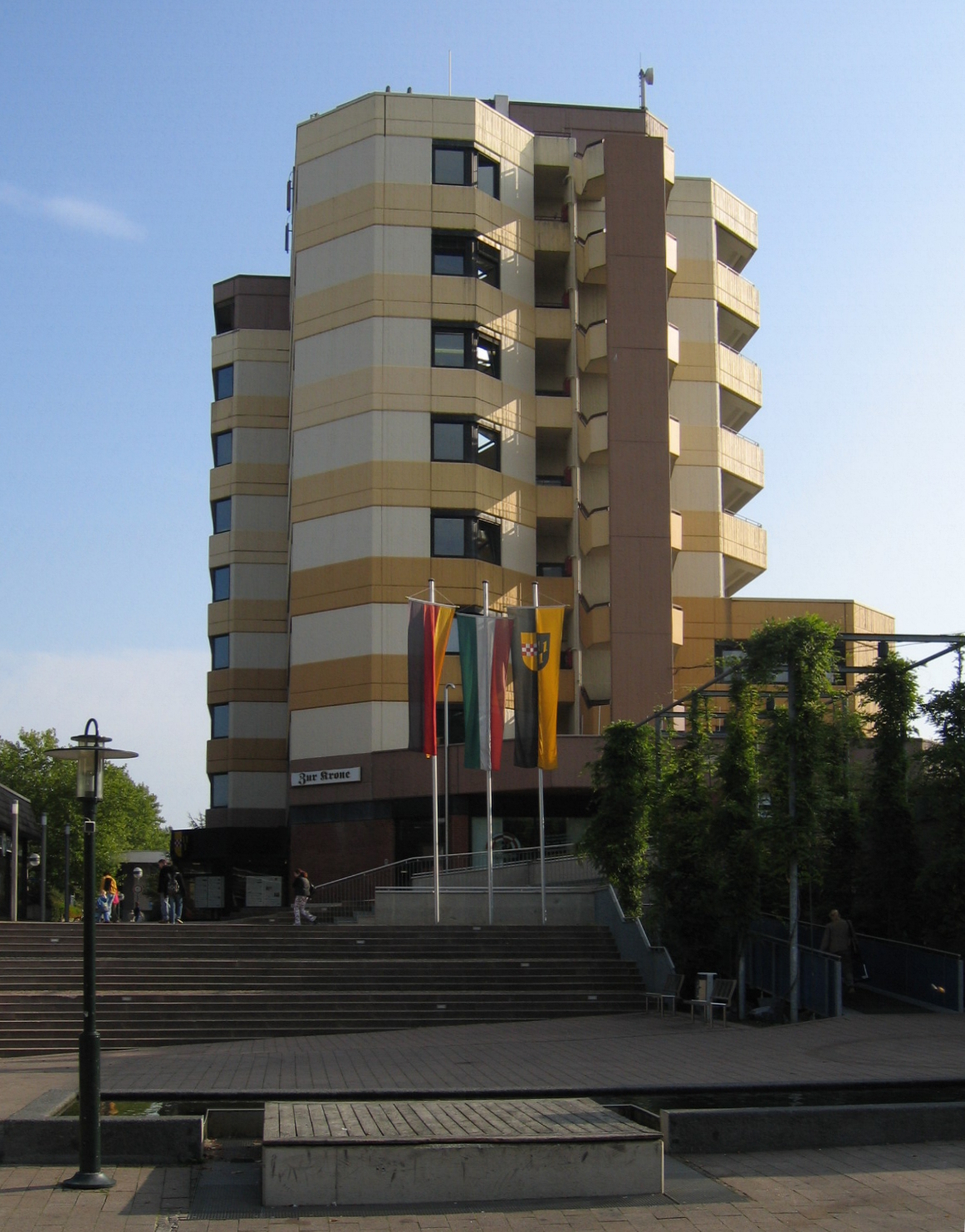
Rathaus Hemer

Das Rathaus Hemer ist seit den späten 1970er Jahren Sitz der Stadtverwaltung von Hemer (Nordrhein-Westfalen). Das Gebäude liegt im Stadtzentrum innerhalb einer Fußgängerzone und ist neben der Christkönigkirche eines der höchsten Gebäude der Innenstadt.
1975 wurde mit dem Bau nach einem Entwurf von Bernhard Kleine-Fraun begonnen. Zwei Jahre später nahm die Verwaltung ihre Arbeit am neuen Standort auf, das Alte Amtshaus wurde als Musikschule weiter genutzt.
Heute befinden sich im Hemeraner Rathaus folgende Ämter und Abteilungen: Amt für Verwaltungsservice; Amt für Ratsangelegenheiten und Organisation; Ordnungsamt; Amt für Kommunalfinanzen; Stadtentwässerung; Zentrales Immobilienmanagement; Gesellschaft für Wirtschaftsförderung; Amt für Bildung, Kultur, Sport und Soziales; Umweltamt; Amt für Planen, Bauen, Verkehr. Außerdem ist es Sitz des Bürgermeisters, der Gleichstellungsbeauftragten sowie der Dezernate. Im Erdgeschoss befindet sich das Bürgerbüro.
Im Volksmund wird das Gebäude ob seiner Form und Funktion als „Affenfelsen“ bezeichnet.